# Повстанчий Крим
«Повстанчий Крим» — повість українського письменника Володимира Чорномора про український визвольний рух в Криму. Головний герой — Володимир Шарафан. Він пройшов вишкіл в кримській ОУН, очолював реферантуру з пропаганди та був одним із керівників українського комітету по підготовці збройного повстання. Схоплений НКВС та загадково страчений. Повість ґрунтується на достовірних фактах цілком таємної архівної справи, спогадах доньки героя, Людмили Шарафан, розповідей місцевих комбатантів.

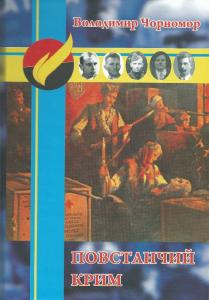
ПОВСТАНЧИЙ КРИМ, Володимир Чорномор

Всі події і дійові особи реальні. Прізвища і імена героїв повісті можуть лишатись невідомими, адже всі підпільники революційної ОУН готувались до роботи службою безпеки цієї організації, входили в ту чи іншу роль згідно з легендою, мали псевдоімена, добре підроблені документи, використовували усі можливості, які мають в своєму розпорядженні розвідслужби.
Книга використовується науковцями для дисертацій. В ній розміщена коротка хроніка з життя діячів ОУН.

## Публікації
Володимир Чорномор. Повстанчий Крим: повість / В. Чорномор ; худ. В.Проценко. — Сімферооль: ДВ «Таврія», 2009. — 215 с.

## Рецензії
- Микола Клименко. Книга про похідні групи ОУН в Криму. Воєнно-історичний форум.